# 水谷佑毅
水谷 佑毅（みずたに ゆうき、1980年1月15日 - ）は、日本の実業家、医師。
株式会社DYM創業者、同社代表取締役社長。東京都出身。
杏林大学在学中に株式会社DYM（元有限会社DYM）を設立。
デジタル社会推進政治連盟 理事、医療法人社団MYメディカル 理事長、東京工業大学の講師も務める。

## 経歴
1980年1月15日東京都に生まれる。私立武蔵高校を経て、杏林大学医学部医学学科へ入学。
2003年、杏林大学在学中に起業し、株式会社DYM（元有限会社DYM）を設立。
2007年、医師免許を取得するが日本の医療現場のIT化の遅れを感じ、その状況を打開すべく医師としてのキャリアでなく、
経営者の道を突き進むことを選択。
大学卒業と同時に株式会社DYMへ名称を変更し、本社ビルを品川区上大崎 2-15-19 アイオス目黒駅前ビルに移転。
資本金1,000 万円に増資を行う。
2010年7月、株式会社アクイジションから株式会社DYMへSEO対策、リスティング広告代理店事業の事業譲渡。
2011年10月、新規事業の一つとして、新卒就活生の人材紹介事業「ミーツカンパニー」を始める。
ミーツカンパニーは事業立ち上げ2年で約2万人の学生が利用する実績となり、
現在では全国8カ所に紹介拠点を持つDYMの1事業となっている。
2011年、企業の成長拡大には新卒社員は欠かせないとう水谷の持論のもと初の新卒受け入れを行う。
2011年7月、シンガポール拠点を設立。
2011年9月、海外医療事業としてタイの首都バンコクにDYMインターナショナルクリニックを開院。
2013年9月、内科、小児科、婦人科、皮膚科の診療を行う、DYMインターナショナルクリニック2号院をタイ（バンコク）に開院。
2015年、東京工業大学で、ベンチャービジネス特論の講義を行う。
2016年、経済界注目企業33に選出される。
2017年10月、香港の太古・西湾河エリアに日本人経営による日系クリニックを開院。
2018年、経済界注目企業44に選出される[7]。
2018年2月、アメリカ（ニューヨーク）に海外拠点を設立。日本人医師による外来診察、人間ドックなどのメニューを取り揃え、現地で働く日本人向けに医療サービスを展開。
2018年5月、M&Aコンサルティング会社、株式会社DYM M&Aコンサルティングを設立。
2019年8月、品川区初のオフィス併設型保育園のキラママ保育園をオープン。
2019年9月、株式会社DYMの関連会社として株式会社DYMキャリアを設立し、人材派遣事業とフリーランスの活動支援を行うDYMテック事業を始める。
2019年10月、「コロナに打ち勝とう」をビジョンに掲げ、株式会社DYM100%出資の子会社、株式会社新型コロナ対策を設立。
2020年8月、ベトナム（ホーチミン）にDYMメディカルセンターベトナムを開院。
2020年10月、医療法人社団MYメディカルの理事長に就任する。理事長を務めるMYメディカルクリニック渋谷は、内科を中心とした一般外来、婦人科、乳腺外科、予防接種などの
サービスを展開。現在では、渋谷の他に大手町、みなとみらい、田町（2023年開院予定）にクリニックを展開。
2021年2月、株式会社エイジアトラストの株式取得に伴い子会社化。
2022年9月、水谷がオーナーを務める株式会社Mdiningは、ゲートシティ大崎に「にくずき」をオープン。
同年11月、東京都中央区、銀座の一等地に高級鮨「銀座　鮨 佑」をオープン。
2022年8月、水谷が代表理事を務める一般社団法人Water Valleyで東京都中央区銀座7丁目にMYビューティクリニックを新規開院。
2023年2月、水谷が理事長を務める医療法人社団MYメディカルでMYデンタルクリニック渋谷を開院。

### スポーツ
水谷が経営する株式会社DYMでは、スポーツを通じて地域・社会貢献活動を実現したいという想いがあり、2017年にJリーグ・FC東京のスポンサー契約を締結。
また、2021年プロボクサー岩田翔吉選手、2022年11月にプロバスケットボールリーグ・B.LEAGUEに所属する茨城ロボッツともスポンサー契約を締結、他にもK-1史上初となる3階級制覇など数々の伝説を残し続け、圧倒的なパワーと攻めの姿勢を貫くプロキックボクサー武尊選手のスポンサー契約も締結する。

### その他
2018年8月にDYM内にCSR委員会を設立し、CSR活動の一環として、2018年から「献血活動」を実施。
米『TIME』誌「2020年最も影響力のある100人」に選出された ラヴィンドラ・グプタ教授と対談。

## 主要著書
- 『自社サイトに驚くほど人を集めて会社を伸ばす方法』（有峰書店新社、2011年5月20日）ISBN 978-4870452435
- 『ウチに「スーパー新卒」が集まる理由』（有峰書店新社、2013年10月15日）ISBN 978-4870452725